# Club vosgien

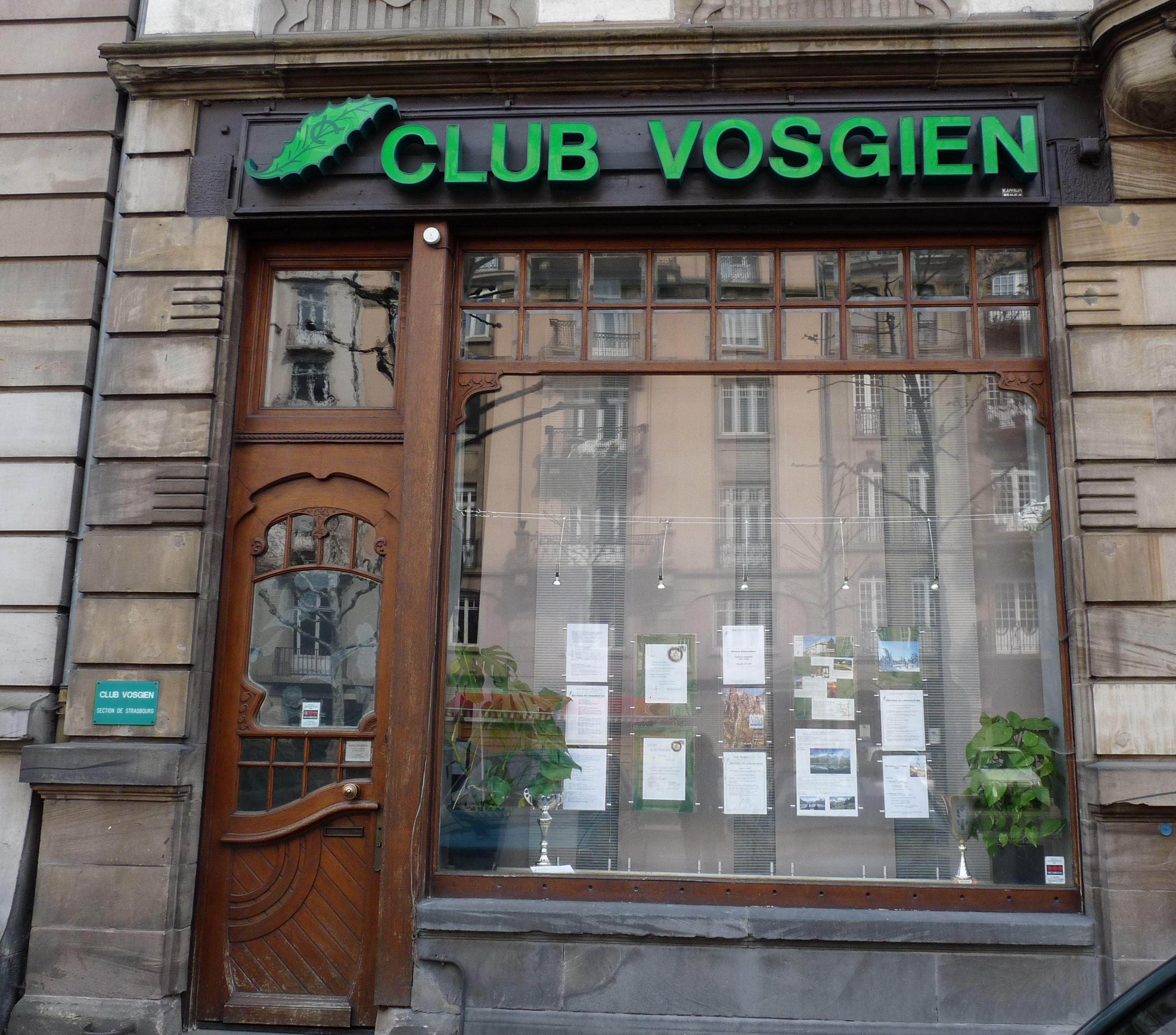
Le Club vosgien de Strasbourg
au 71, avenue des Vosges.

Le Club vosgien est une société visant à promouvoir le tourisme pédestre dans les Vosges. Elle a été fondée le 31 octobre 1872 à Saverne, l'Alsace-Lorraine étant alors rattachée à l'Allemagne.
Association reconnue d'utilité publique le 30 décembre 1879, elle a pour but la promotion et le développement du tourisme pédestre et autres activités de pleine nature ainsi que l'étude, l'aménagement, la signalisation et l'entretien bénévole de près de 20 000 km d'itinéraires pédestres.
La fédération du club vosgien possède des structures locales actives et des partenaires, fonctionnant en réseau avec l'ensemble des institutions (Parc naturel régional des Ballons des Vosges, collectivités territoriales, Office national des forêts...) sur tout le massif vosgien. 
Bénéficiant des compétences scientifiques de ses membres dans de nombreux domaines elle produit, ou contribue, à de nombreuses recherches documentaires et historiques sur le patrimoine bâti et naturel, la faune et la flore... mises à la disposition du public.

## Histoire

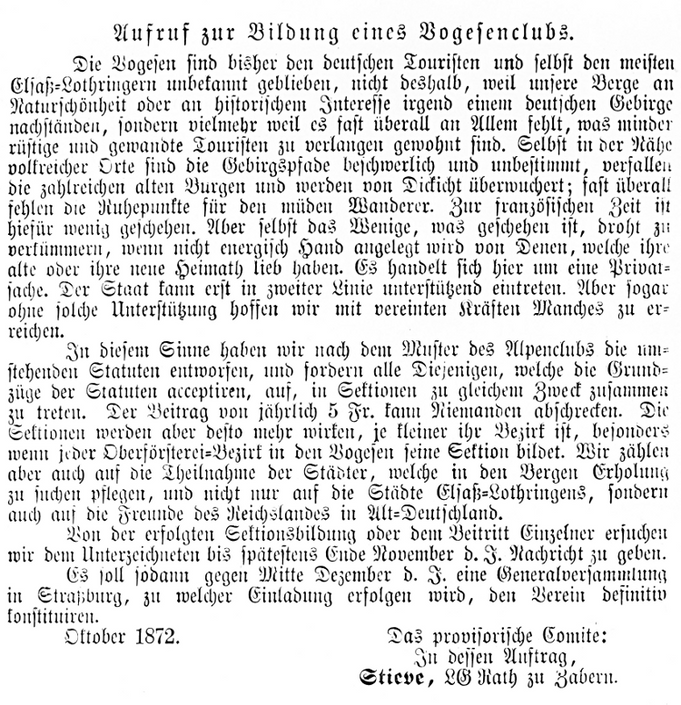
Appel à la création d'un Club Vosgien, 1872.

C'est en 1864 que nait outre Rhin le "Schwarzwaldverein (de)" première association en Europe dont l'objectif est de faire la promotion du tourisme pédestre, précédant de 8 ans seulement la création du Club Vosgien. L'idée de créer une association équivalente à celle née en Forêt-Noire avait germé dans l'esprit de quelques botaniques et explorateurs des Hautes-Vosges, dont Frédéric Kirschleger, dès la fin des années 1860
L'association a été fondée le 31 octobre 1872 à Saverne sous le nom de Vogesenclub et fut reconnue d'utilité publique le 30 décembre 1879. Le premier président (1873-1876) en fut M. Nuerburg, président du Tribunal de Strasbourg. L'un de ses successeurs fut le Bavarois Curt Mündel, connu pour son guide maintes fois réédité Die Vogesen – Reisehandbuch für Elsaß-Lothringen und angrenzende Gebirge (Les Vosges - Guide de voyage pour l'Alsace-Lorraine et les montagnes environnantes). 
Entre 1890 et 1910, sous l'impulsion de Julius Euting, le Vogesenclub a construit des belvédères sur les sommets du Grand Wintersberg, du Wasenkoepfel, du Brotschberg, du Climont, du Champ du Feu, du Heidenkopf, de l'Ungersberg et du Faudé. En 1932, est construite la tour de Drince à Rombas en Moselle.
En 1921, l'administration des Eaux et Forêts donne au Club le monopole du balisage de randonnée dans tout le massif.
En décembre 1946 le Club vosgien compte 6 000 membres et 66 sections.

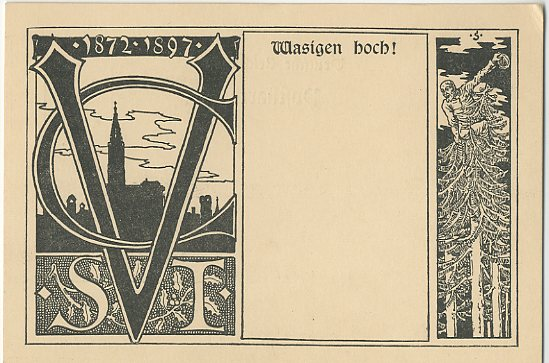
Carte postale éditée à l'occasion du vingt-cinquième anniversaire du Club vosgien.
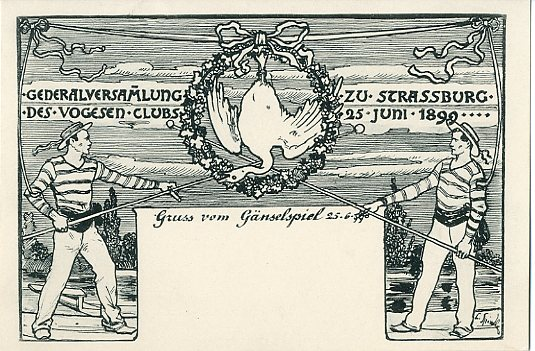
Carte postale éditée à l'occasion de l'assemblée générale du Vogesenclub à Strasbourg en 1899.

## Organisation
Le siège de la fédération se trouve à Strasbourg, au 7 rue du Travail.
La fédération du Club vosgien est la référence pour la randonnée dans les sept départements de l'Est de la France (Moselle, Meurthe-et-Moselle, Vosges, Haute-Saône, Territoire de Belfort, Haut-Rhin et Bas-Rhin).

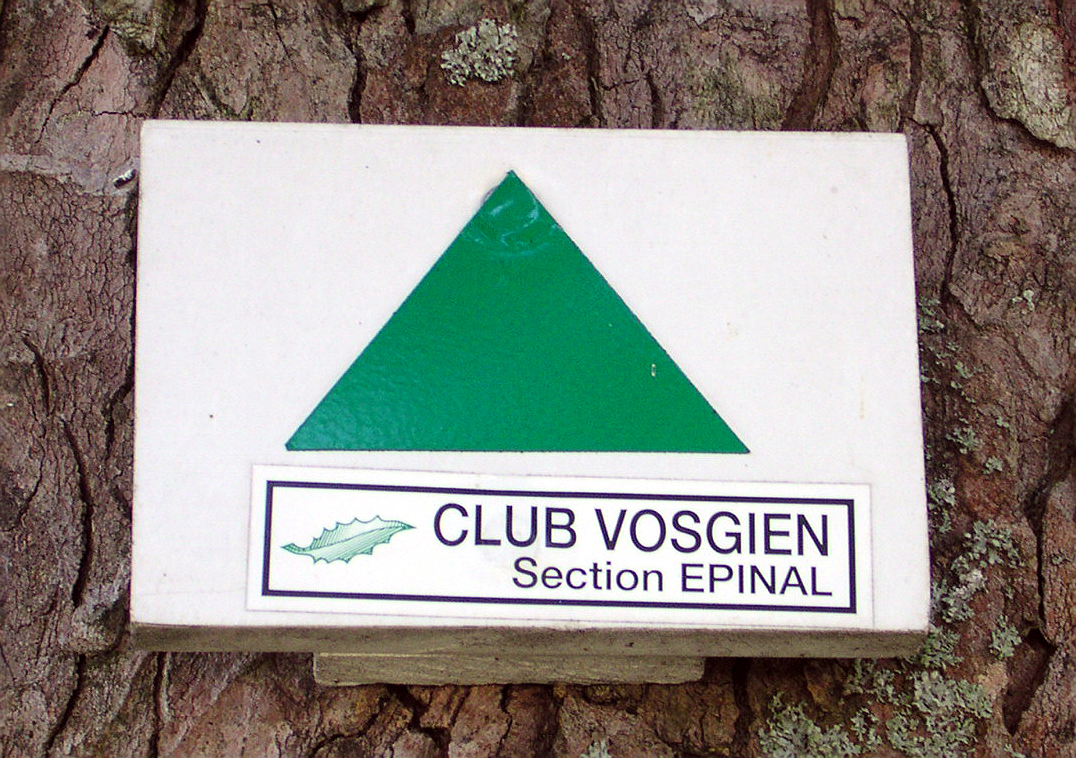
Balise posée par le Club vosgien sur un sentier aux environs d'Épinal.
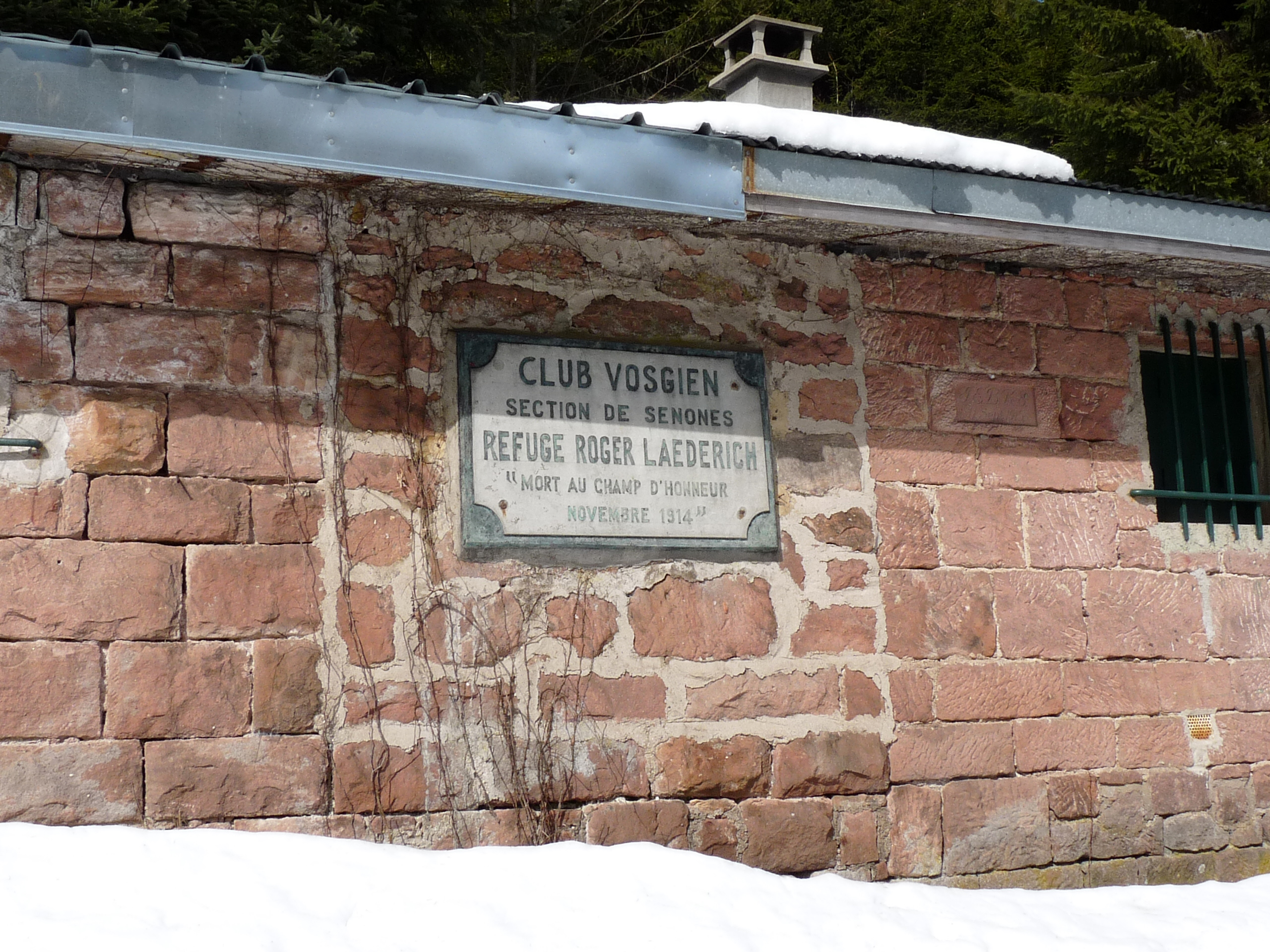
Refuge Roger-Laederich près de Moussey.
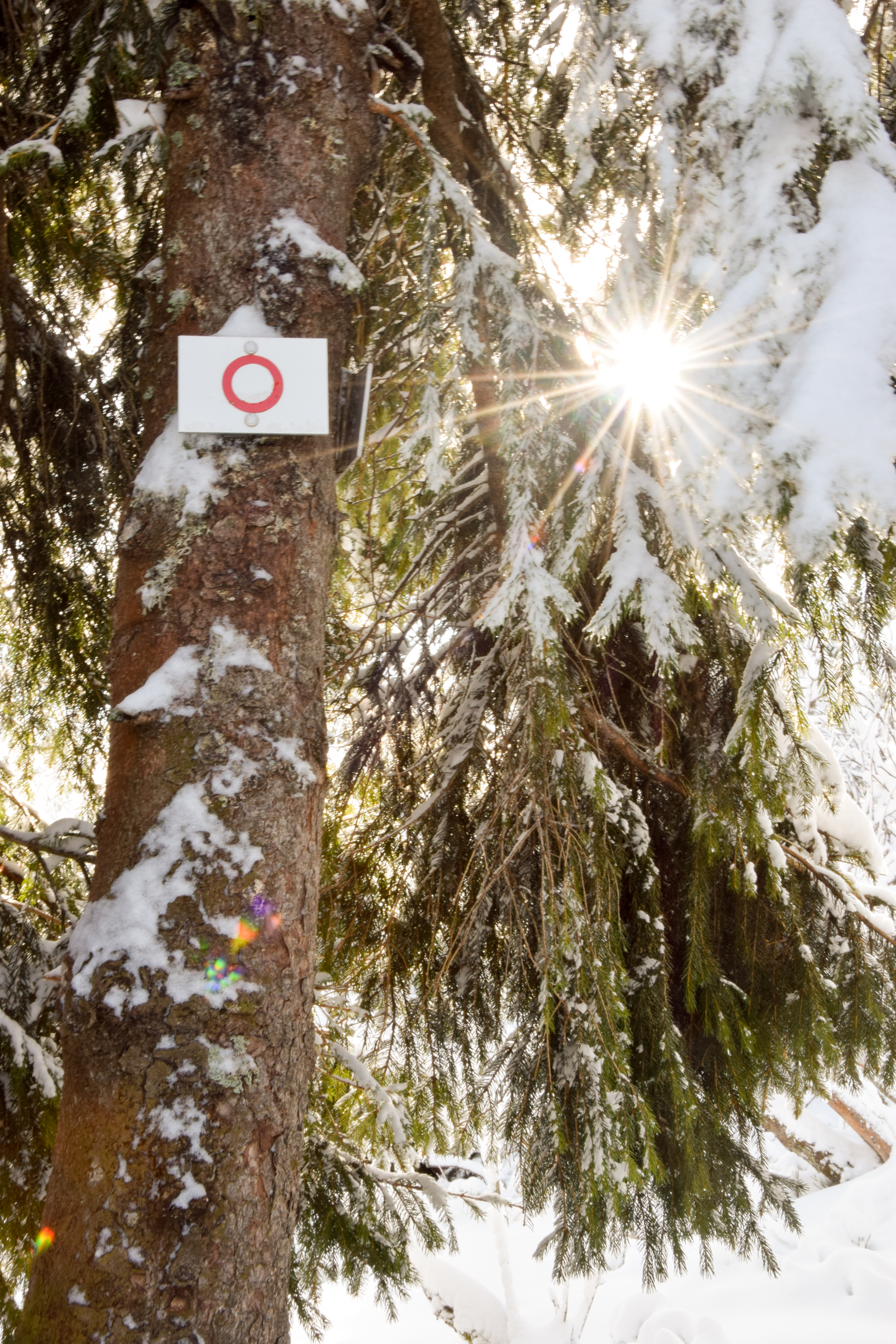
Balisage effectué par le Club vosgien.
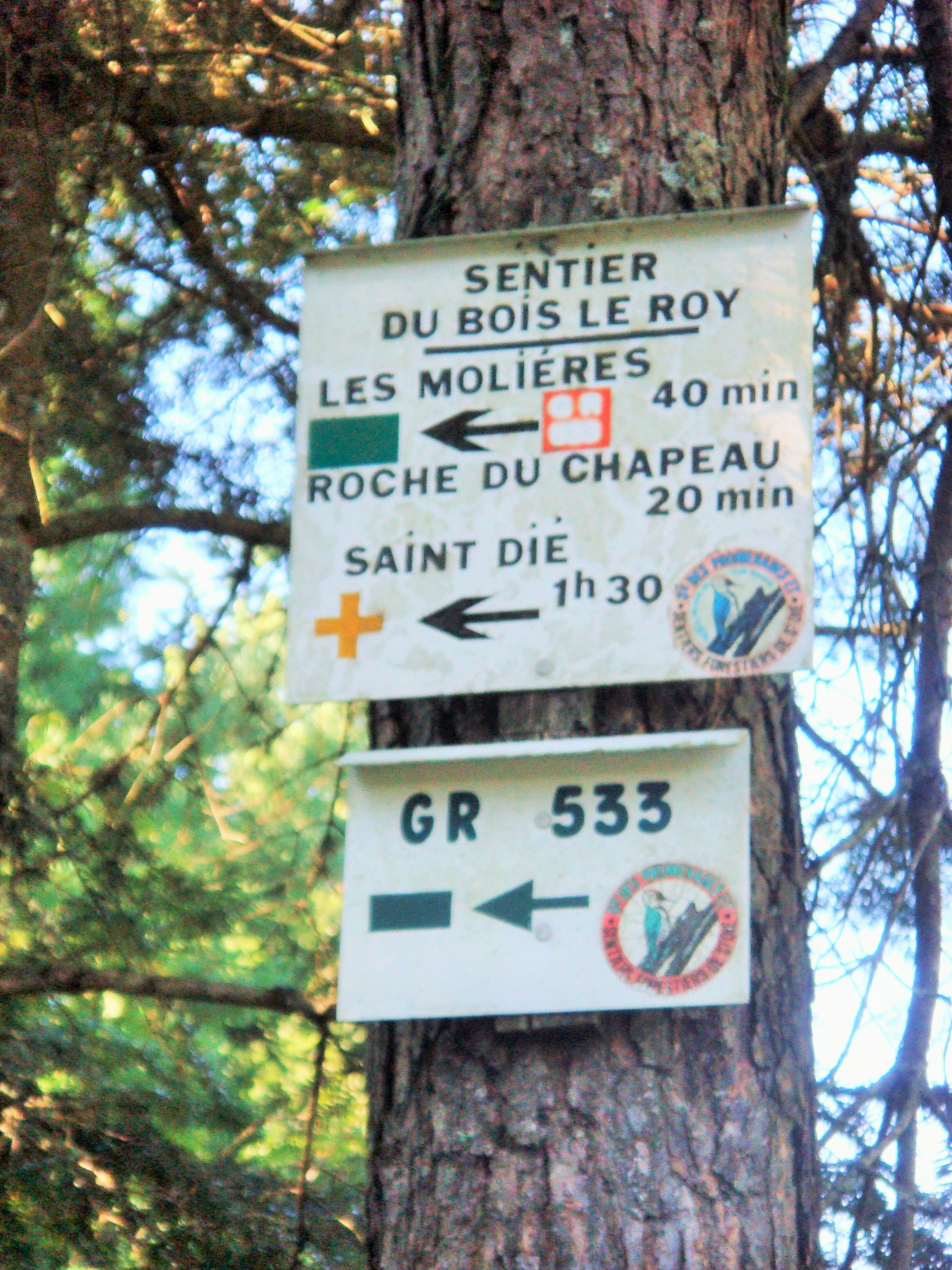
Signalétique de GR en rectangle vert (GR 533) aux environs de Saint-Dié-des-Vosges.

Elle regroupe :
- 122 associations en 2018, (dernier club entré en 2005 : Association du CV de St-Quirin et du Pays des Deux Sarres) et 18 887 km de sentiers balisés par 763 baliseurs bénévoles soit 24,7 km balisés par baliseur en moyenne (ou 171,7 km balisés par club en moyenne)
- 34 000 adhérents[6]

Le Club vosgien est membre fondateur de la Fédération française de la randonnée pédestre, de la Fédération européenne de la randonnée pédestre et de la Confédération des randonneurs de l'espace rhénan.

## Balisage du Club vosgien
Le Club Vosgien a le monopole en matière de balisage et ce depuis 1921. Ce système unique en Europe concerne 5 sentiers de  grande randonnée, des itinéraires historiques, des sentiers interdépartementaux et européens, d'innombrables liaisons locales, des sentiers en boucle ... Un système qui s'est exporté bien au-delà des frontières vosgiennes, jusqu'en Lettonie et au Brésil.

### Une codification propre aumassif des Vosges
La commission de rédaction du guide de balisage du Club vosgien a retenu trois types de panneaux en plus des plaques signalétiques et du balisage à la peinture sur les supports le plus variés.
- Le panneau directionnel qui peut comporter une à cinq inscriptions indique non seulement la direction, mais aussi les étapes et souvent le temps de marche en heures ou en minutes. Il est rectangulaire avec des flèches sur la plaque ou il prend directement la forme d’une flèche[10].
- Le panneau de lieu-dit[10] reconnaissable à son liseré vert informe les randonneurs sur un site souvent connu localement pour son intérêt géographique ou historique, mais il remplit également une fonction de repérage pendant la randonnée pour savoir où on en est et combien de temps il reste à marcher.
- Le panneau de circuit auto-pédestre[10] indique l’existence de sentiers circulaires qui ont l’avantage de ramener le randonneur à son point de départ, généralement des parkings ou des points touristiques stratégiques. Il ne nécessite aucune carte de randonnée car le balisage avec l’anneau restera identique sur tout le parcours même si parfois il se cumule à d’autres symboles. Ces circuits ne dépassent pas les quatre heures de marche.

| Type de symbole    | Rectangle                   | Losange                     | Rectangle barré de blanc       | Triangle                    | Croix droite                | Chevalet                    | Disque                            | Anneau                             |                             |
| ------------------ | --------------------------- | --------------------------- | ------------------------------ | --------------------------- | --------------------------- | --------------------------- | --------------------------------- | ---------------------------------- | --------------------------- |
| Couleurs possibles | Rouge - Bleu - Vert - Jaune | Rouge - Bleu - Vert - Jaune | Rouge - Bleu - Vert - Jaune    | Rouge - Bleu - Vert - Jaune | Rouge - Bleu - Vert - Jaune | Rouge - Bleu - Vert - Jaune | Rouge - Bleu - Vert - Jaune       | Rouge - Bleu - Vert - Jaune        | Rouge - Bleu - Vert - Jaune |
| Type de randonnée  | Grands parcours             | Sentier interdépartemental  | Variante ou accès au rectangle | Liaison Petite randonnée    | Liaison Petite randonnée    | Liaison Petite randonnée    | Randonnée circulaire > 4 h marche | Circuit auto-pédestre < 3 h marche |                             |
| Exemples           |                             |                             |                                |                             |                             |                             |                                   |                                    |                             |

### Système DRC
Le balisage du Club vosgien est conçu pour être rassurant et fonctionnel : il offre en effet tant aux marcheurs occasionnels et aux touristes de passage qu'aux randonneurs aguerris la possibilité d'emprunter les sentiers du Club vosgien sans craindre de se perdre, sous réserve de disposer d'une carte topographique indiquant les itinéraires, pour pouvoir composer son parcours. Seules les boucles (marque de balisage en anneau) sont réalisables sans carte à condition de savoir d'où partir. Une fois déterminé sur carte le trajet souhaité, il suffit de rechercher sur le terrain les balises mentionnées sur la carte (au minimum, le point de départ), sans qu'il soit besoin d'autres repères.
Le système « DRC » pour Départ-Rappel-Confirmation perfectionné et systématisé d’année en année procède du même principe : il faut indiquer un point de départ, rappeler qu’on est toujours sur le même chemin et le confirmer à intervalles réguliers.
À un parking, un village ou une intersection, le point de départ D est matérialisé par un panneau directionnel. Il faut apposer une plaque de rappel 10 m après le point D. La première confirmation se fait 30 m après le rappel, la seconde confirmation se fait 300 m après le point de confirmation no 1 et si aucune intersection n’arrive sur son sentier, une confirmation a lieu tous les 300 m.
Dès qu’une intersection se présente sur le sentier qu’on emprunte, comme à un col par exemple, les panneaux directionnels indiquent les nouveaux points de départ qui exigent le même principe de rappel et confirmation.

### Sentiers de grande randonnée
Le Club vosgien couvre l’ensemble du massif depuis la Hardt à la frontière franco-allemande jusqu’au Jura à la frontière suisse. Il n’est pas stricto sensu réservé à la seule montagne car il existe également des sections situées dans le piémont des Vosges ou la plaine sous-vosgienne, ou dans le Sundgau vallonné, où se trouvent les villes dont proviennent maints usagers des sentiers pédestres (Wissembourg, Haguenau, Saverne, Molsheim, Sélestat, Colmar, Mulhouse, Altkirch, Ferrette, Épinal, Bayon, Rambervillers, Cirey-sur-Vezouze, Sarrebourg, Bitche, Belfort, Giromagny...). Les sections alsaciennes balisent également des randonnées dans les forêts de plaine, les vignobles à flanc de collines quand les lieux comportent un caractère bucolique et historique évident.
Dans le Territoire de Belfort, une section du Club vosgien balise le massif du Ballon d'Alsace dans le cadre du Coderando (Comité départemental de la randonnée) ; celui-ci balise 670 km d'itinéraires dans tout le département avec les marques du Club.
Les sentiers de grande randonnée GR, signalisés par un rectangle, sont pour l’essentiel du XXe siècle : les rectangles bleu et jaune ont été créés en 1942, le vert en 1981. Le GR 5 et son tronçon vosgien le GR 53, avec le rectangle rouge, remontent aux origines de la création de l’association avec son caractère de précurseur puisqu’il a été lancé en 1897.
Ces grands itinéraires sont les suivants : 
- GR 5 (sentier européen E2), créé en 1897 ;

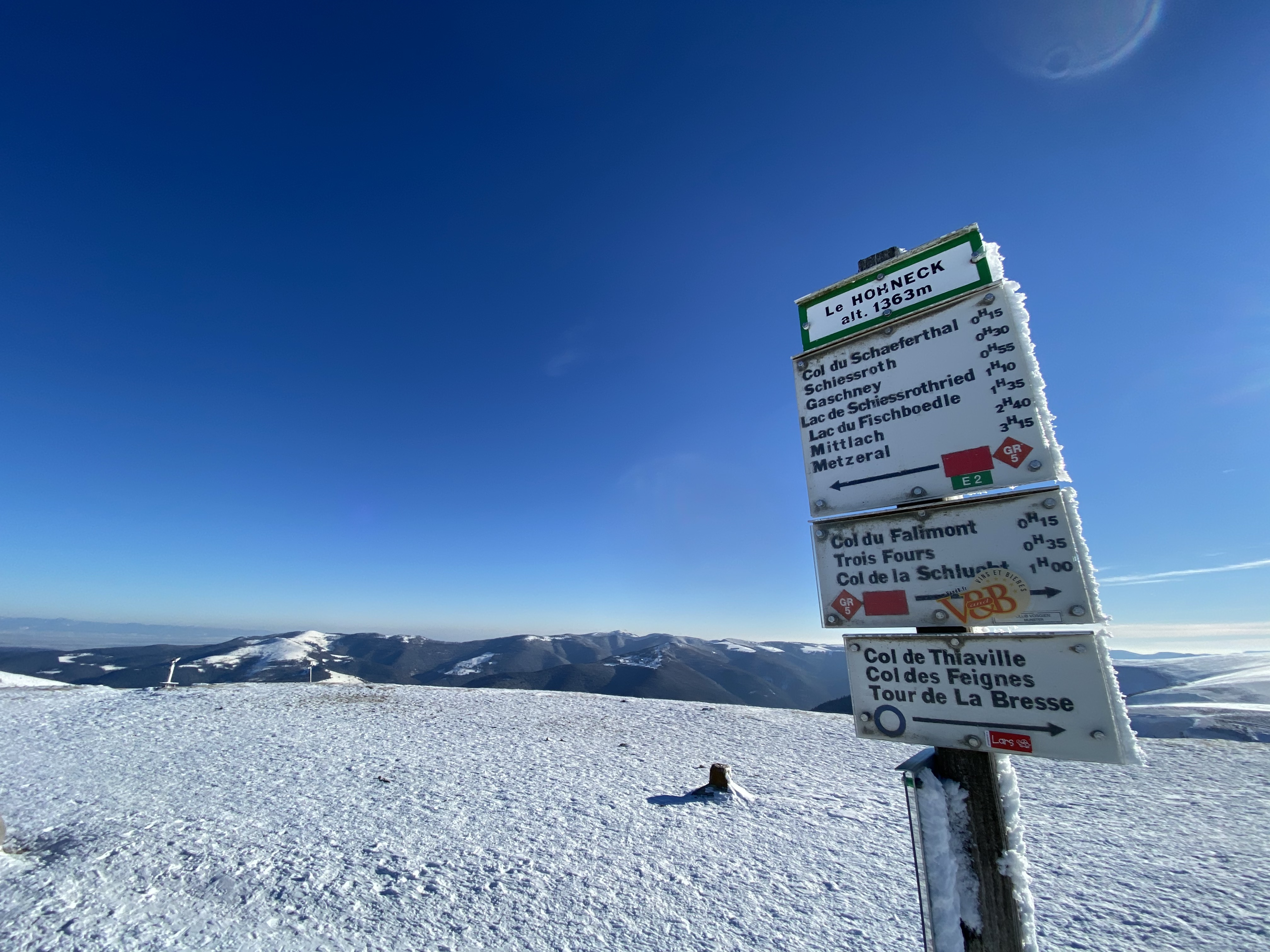
Balisage vosgien au sommet du Hohneck

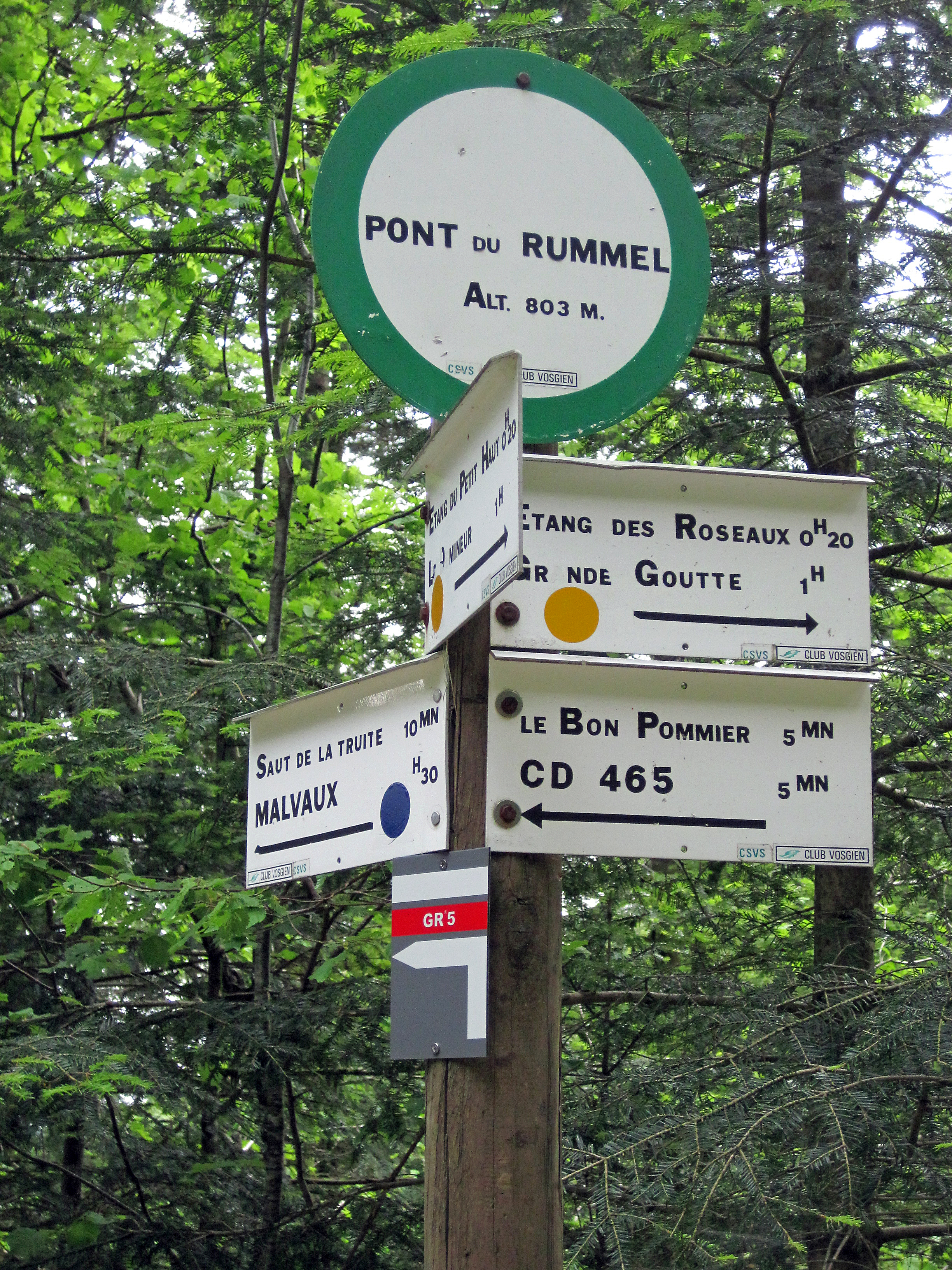
Balisage vosgien au pont du Rummel sur la Savoureuse dans le massif du Ballon d'Alsace, à l'intersection de trois itinéraires. Le panneau circulaire indique l'altitude. Le dispositif comporte également une marque de GR (GR5).

- GR 53 ;
- GR 531 ;
- GR 532 ;
- GR 533 ;
- GR 7 ;
- GR 59.